# Companhia Logística de Combustíveis

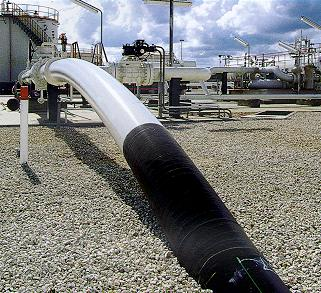
Oleoduto Sines-Aveiras.

 A Companhia Logística de Combustíveis é uma empresa que está enquadrada na área da logística dos combustíveis, e é responsável pela condução do petróleo e alguns dos seus derivados numa determinada zona de Portugal, mais concretamente entre Sines e Aveiras.
A CLC fornece assim o centro de Portugal, incluindo a área metropolitana de Lisboa, que corresponde a 50% dos consumos totais do país, através do transporte e da logística do petróleo e dos seus derivados (Companhia, 2006). 

## Fundação
A companhia foi fundada em 1994, com o intuito de subsidiar o transporte tubular (oleoduto) e o armazenamento dos produtos petrolíferos provenientes do primeiro grande grupo de tratamento de petróleo e gases, a Galp Energia – anteriormente conhecida como Petrogal (Hoover's, 2009). 

## Projecto

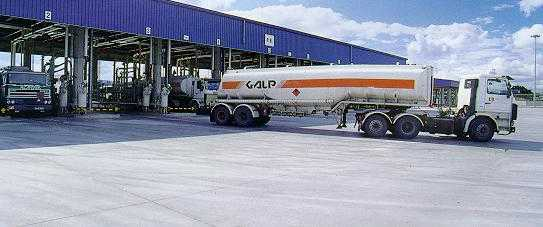
Parque de Aveiras.

Foi então construído um parque de dimensão europeia em Aveiras o qual seria regularmente abastecido por um oleoduto, com aproximadamente 150Km de tubagens, a partir da refinaria de Sines. Este oleoduto é responsável pela distribuição de 7 produtos de forma sequencial e por ciclos: Gasóleo; Gasolina Super; Butano; Propano; Butano; Gasolina sem chumbo 98; Gasolina sem chumbo 95; Gasóleo; Jet A1; Gasóleo; Gasolina Super; ... ; e por ele são transportadas mais de 4 milhões de toneladas de combustível por ano (BP, [2009]). 

## Financiamento
Para este projecto terão sido gastos um pouco mais de 200 milhões de euros, correspondendo 65% deste valor à construção do parque e os restantes 35% à construção do oleoduto.